# 場局
場局是明代設置於各地的採礦機構，有金場局、銀場局、水銀場局、硃砂場局、珠場局等多種。

## 曾設置的場局[1]
- 交阯太原、嘉興、廣威、天關、望江、臨安、新寧七鎮金場局
- 貴州提溪長官司之太平溪金場局
- 貴州石阡長官司之落橋葛容溪銀場局
- 交阯靖安州珠場局
- 交阯諒山府之七源鎮、三江府之歸化鎮、宣化府之宣光鎮金場局
- 貴州銅仁府大萬山長官司大崖土黃坑水銀朱砂場局、鰲寨蘇葛棒坑硃砂場局
- 貴州思南府板場、木悠、巖前、任辦四坑水銀場局